# Anselm Prester
Anselm Prester (Künstlername Anselm; * 17. Juli 1943 in Tegernsee) ist ein deutscher Maler und ehemaliger Kneipenwirt auf der ostfriesischen Insel Langeoog.

## Leben

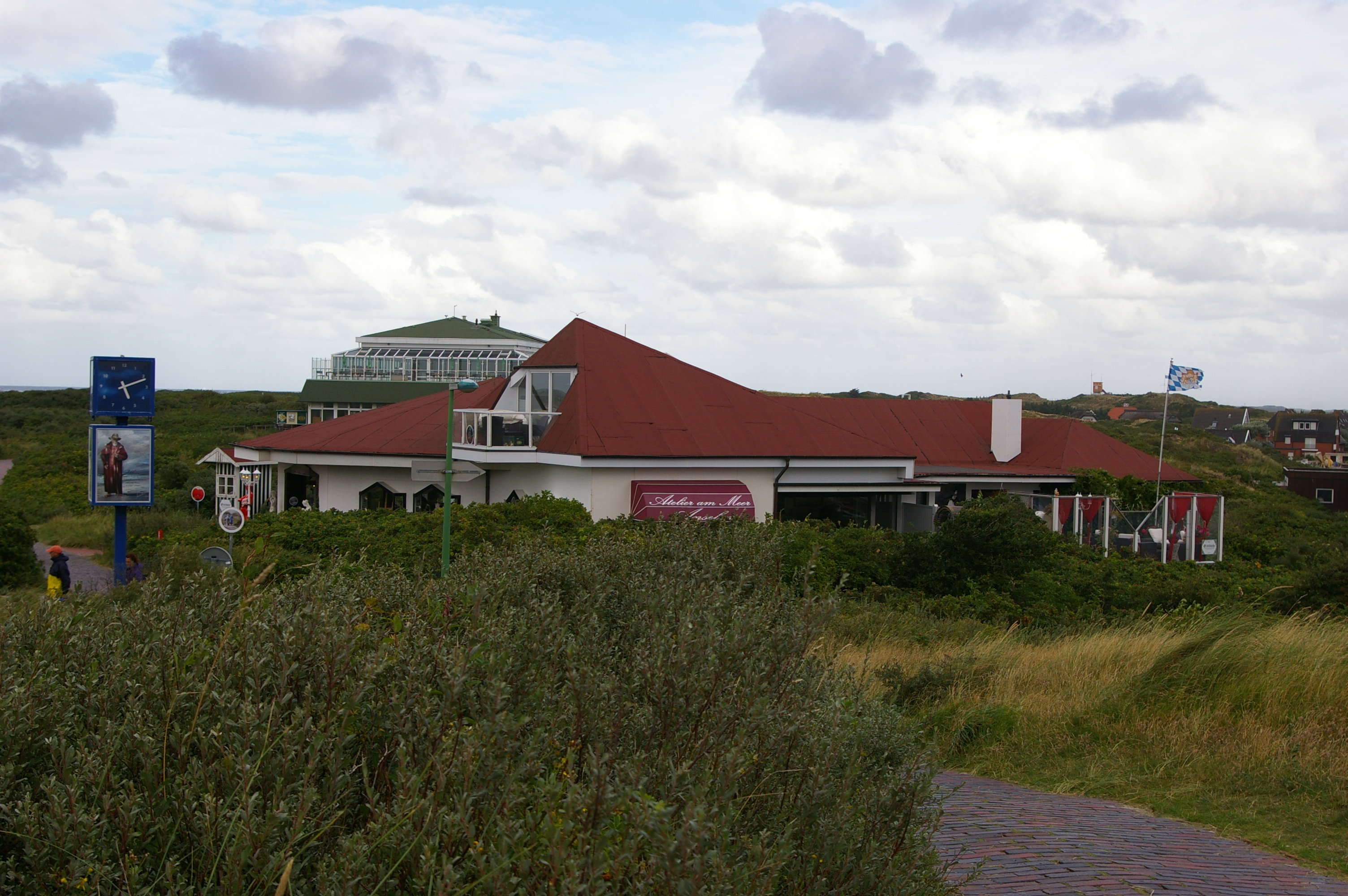
Das Atelier von Anselm Prester im März 2006, im Hintergrund das Restaurant Seekrug

Im Jahre 1950 nahm Anselm Prester Zeichenunterricht im Atelier seines gleichnamigen Vaters. Als sein Vater 1959 starb, übernahm Anselm Prester das Atelier und verkaufte erste Arbeiten. 1965 zog er auf die Nordseeinsel Langeoog, wo er am 29. Juni die Tochter eines Restaurantbetreibers heiratete. 1966 wurde ein Sohn und 1967 eine Tochter geboren. Prester eröffnete zunächst in der Nähe seines Schwiegervaters, der mit dem Betrieb der Strandhalle erfolgreich war, eine Kneipe, die „Givtbude“, die sich vor allem abends an ein junges Publikum richtete. Seit 1978 bot er Pastell- und Ölmalkurse für Erwachsene und Kinder an. Ab 1981 begann er mit der Einrichtung eines eigenen Ateliers, das er im Lauf der Zeit ausbaute; die Kneipe wurde dafür geschlossen und entsprechend umgestaltet. 1986 wirkte er im Fernsehsechsteiler Die Insel mit; die Bavaria Film kaufte 20 Originale seiner Gemälde. Der Politiker Richard von Weizsäcker erwarb 1991 ein Ölgemälde. Ferner ist Anselm Prester seit 2010 Ehrenpräsident des „Golfclub Insel Langeoog e. V.“ Er bietet in seinem Atelier „Le Paradies“  eine Ferienakademie mit Malkursen an.

## Werke

### Bücher und DVDs
- Inseln unter Wolken (1982)
- Kinder-Malbuch '97 (1997)
- Zeichnen mit Anselm (1999)
- Das Inseljahr (2000)
- Pastellmalen mit Anselm (2002)
- 1. Lehrfilm (2005)
- 2. Lehrfilm (2006)
- Kalender im CD-Format (2006)
- Alle Lehrfilme im DVD-Format (2007)
- Kalender mit Clownmotiven (2007)
- Kalender „Langeooger Motive“ (2008)
- 3. Lehrfilm (2007)
- 4. Lehrfilm (2008)
- Inselmaler, Buch mit 120 farbigen Abbildungen
- 5. und 6. Lehrfilm (2009)
- 7. und 8. Lehrfilm (2010)
- 9. und 10 Lehrfilm (2011)